# Stegania
Stegania is een geslacht van vlinders van de familie spanners (Geometridae), uit de onderfamilie Ennominae.

## Soorten
- S. cararia

Zoomvlekspanner (Hübner, 1790)
- S. dalmataria Guénée, 1858
- S. dilectaria (Hübner, 1790)
- S. frixa Prout, 1937
- S. mesonephele Wiltshire, 1967
- S. ochrearia Bang-Haas, 1910
- S. trimaculata

Drievlekspanner (Villers, 1789)
- S. wiltshirei Ebert, 1965